# Šubrá al-Chejma
Šubrá al-Chejma je velkoměsto v Egyptě. Je součástí metropolitní oblasti Velké Káhiry a má asi 1,1 milionu obyvatel. Nejvýznamnější památkou je palác Muhammada Alího Paši z let 1808 až 1821 postavený ve stylu mísícím orientální a evropské prvky.